# Mr. Malcolm lajstroma
A Mr. Malcolm lajstroma (eredeti cím: Mr. Malcolm's List) 2022-es történelmi filmdráma, amelyet Emma Holly Jones rendezett. A forgatókönyvet saját, azonos című regénye alapján Suzanne Allain írta. A főbb szerepekben Freida Pinto, Sope Dirisu, Oliver Jackson-Cohen, Ashley Park, Zawe Ashton és Theo James látható.
Az Amerikai Egyesült Államokban és Kanadában 2022. július 1-én, az Egyesült Királyságban és Írországban pedig augusztus 26-án került a mozikba. Magyarországon a HBO Max mutatta be 2024. szeptember 21-én.

## Cselekmény
A gyönyörű Julia Thistlewaite az operába jár az évad legkapósabb agglegényével, Mr. Jeremy Malcolmmal. Miután nem sikerül lenyűgöznie a férfit, egy karikatúrában széles körben kigúnyolják. Julia megbízza unokatestvérét, a gyarló Lord Cassidyt, hogy nézzen utána, mivel sértette meg Mr. Malcolmot. Malcolm elárulja Cassidynek, hogy van egy listája a feleséggel szemben támasztott követelményeknek, amelyeknek Julia nem felelt meg. Cassidy ezt elárulja Juliának, aki megsértődik. Julia úgy dönt, hogy meghívja barátnőjét, Selina Daltont Londonba, hogy megpróbáljon bosszút állni Mr. Malcolmon, és felkészíti vonakodó barátnőjét, hogy tökéletes potenciális menyasszonyként viselkedjen.
Azon az estén, amikor Malcolmmal találkozna, Selina véletlenül összefut vele a pálmaházban, ahol filozófiáról vitatkoznak, és azonnal vonzódnak egymáshoz. Amikor hivatalosan is bemutatkoznak egymásnak, Malcolm meghívja Selinát magával a múzeumba, ahol azzal védekezik, hogy ő és Julia között nagyon gyenge volt a kapcsolat. Ott találkoznak Ossery kapitánnyal, akivel Selina már korábban is ismerkedett, mivel a nagynénje kísérőjeként szolgált Bathban.
Másnap Ossery meghívja Selinát, hogy sétáljon vele, és hivatalosan is bejelenti, hogy udvarolni akar neki, mivel nagynénje utolsó levelében kifejezi, hogy szeretné, ha ők ketten összeillenek. Malcolm nem hagy fel Selina hajszolásával, és Julia ármánykodásai segítségével továbbra is a tökéletes nőnek mutatja őt. Amikor Julia és Selina véletlenül összefutnak Selina közönséges unokatestvérével, Gertie Covingtonnal, Julia a rokonának vallja őt. Malcolm később négyszemközt elmondja Selinának, hogy örül, hogy nem rokona egy ilyen durva embernek, Selina pedig felháborodik a hír hallatán. Amikor Malcolm megtudja az igazságot, négyszemközt bocsánatot kér Selinától, és még meghívást is küld Gertie-nek, hogy csatlakozzon hozzá és a társaság többi tagjához a vidéki birtokán, ahol meg akarja kérni Selina kezét.
Julia úgy dönt, hogy Malcolm megfelelően szerelmes Selinába, és úgy dönt, itt az ideje, hogy Selina visszautasítsa őt. Selina azonban elárulja, hogy nem akarja tovább folytatni a tervet, mivel úgy véli, Malcolm becsületes, és nem áll szándékában megbántani Juliát.
Egy álarcosbálon, ahol Malcolm meg akarja kérni Selina kezét, Julia elhívja Selinát és bezárja egy szobába, majd üzenetet küld Malcolmnak, hogy találkozzon vele titokban, miközben Selinának adja ki magát. Amikor Malcolm megkéri a kezét, Julia visszautasítja, és elszökik, de Selina, Malcolm és Ossery azonnal rájönnek. Elárulja, hogy még mindig fáj neki Malcolm elutasítása, és hogy Selina is részt vett a cselszövésében, aminek hatására Malcolm is feldúlt lesz, és Selinát is elutasítja.
A következő napon az immár bűntudattól gyötört Julia újabb tervet próbál ki, hogy újra összehozza Malcolmot és Selinát, de Ossery lebeszéli róla, és bevallja, hogy beleszeretett a lányba. Malcolm és Selina később kettesben találják magukat a kertben, és Malcolm azzal vádolja Selinát, hogy eljegyzéssel akarja őt csapdába csalni; feldühödve sok szerencsét kíván neki a listájához. Miután Julia bocsánatot kér, Selina úgy dönt, hogy hazamegy. Miközben ezt teszi, Malcolm anyja a fiát hibáztatja Selina távozásáért, elárulva, hogy ő volt az, aki kitervelte, hogy kettesben maradjanak a kertben. Malcolm Selina után ered, és egy új listát ad neki, amin mindent felsorol, amit egy feleségben keres, az egyetlen sorban az áll: "Selina Dalton".

## Szereplők
| Szerep                | Színész              | Magyar hang      |
| --------------------- | -------------------- | ---------------- |
| Selina Dalton         | Freida Pinto         | Tornyi Ildikó    |
| Mr. Jeremy Malcolm    | Sope Dirisu          | Pál Tamás        |
| Lord Cassidy          | Oliver Jackson-Cohen | Csiby Gergely    |
| Gertie Covington      | Ashley Park          |                  |
| Julia Thistlewaite    | Zawe Ashton          | Pálmai Anna      |
| Henry Ossery kapitány | Theo James           | Ágoston Péter    |
| John                  | Divian Ladwa         | Seszták Szabolcs |
| Mrs. Thistlewaite     | Naoko Mori           | Bertalan Ágnes   |
| Lady Gwyneth Amberton | Sophie Vavasseur     |                  |
| Molly                 | Sianad Gregory       |                  |
| Lady Kilbourne        | Dona Croll           | Kocsis Mariann   |
| Mr. Dalton            | Paul Tylak           |                  |
| Mrs. Dalton           | Dawn Bradfield       |                  |

### Magyar változat
- Magyar szöveg: Pozsgai Rita
- Hangmérnök: Büki Marcell
- Vágó: Házi Sándor
- Gyártásvezető: Kablay Luca
- Szinkronrendező: Stern Dániel
- Produkciós vezető: Szegedi-Kiss Patrik

A szinkront az Iyuno Hungary készítette el.

## A film készítése
Suzanne Allain 2009-ben saját kiadásban jelentette meg Mr. Malcolm's List című regényét, amelyet később forgatókönyvvé dolgozott át. A forgatókönyvet Emma Holly Jones filmrendező fedezte fel, amikor a The Black List podcastban felolvasta a weboldalon keresztül 2015-ben benyújtott, magasan értékelt forgatókönyvet. Jones megszerezte a jogokat, majd felkérte Laura Rister producert, később pedig Laura Lewist, hogy készítse el a filmadaptációt.
A főbb szerepeket Sope Dirisu, Oliver Jackson-Cohen és Freida Pinto játszotta. A sikerre alapozva Allain regényét 2020-ban a Berkley Press kiadta, és a játékfilmet is finanszírozta. A csapat Katie Holly producerrel és az általa vezetett Blinder Films-szel társult, hogy Írországban forgathassanak. A forgatás 2021 márciusában kezdődött Írországban; Zawe Ashton, Theo James és Ashley Park is csatlakozott a stábhoz. A Bleecker Street szerezte meg a film amerikai forgalmazási jogait, míg a Universal Pictures a nemzetközi forgalmazási jogokat kapta meg.

## Bemutató
Az Egyesült Államokban 2022. július 1-jén a Bleecker Street, Kanadában a levelFILM, majd az Egyesült Királyságban 2022. augusztus 26-án a Vertigo Releasing forgalmazásában mutatták be. Nemzetközileg a Universal Pictures forgalmazta.
A Bleecker Street 2022. július 21-én jelentette meg VOD platformokon, majd 2022. augusztus 23-án Blu-ray és DVD kiadásban.